# 比留間敏夫
比留間 敏夫（ひるま としお、1934年（昭和9年）5月19日 - ）は、日本の政治家。自由民主党所属の元東京都議会議員（5期）。東京都議会議長（第41代）。府中市議会議員（6期）。

## 経歴
東京都府中市出身。東京都立農業高等学校卒業。1971年に府中市議会議員選挙に出馬し当選し、1993年まで6期を務める。その間、府中市議会議長を2期務めた。
1993年の東京都議会議員選挙に自由民主党の公認で出馬し当選。東京都議会警察消防委員会委員長や都議会自民党政務調査会長・幹事長などを歴任。2007年より東京都議会議長に就任。
2013年、東京都議会議員選挙には出馬せず、政界を引退することを公表した。2014年、旭日中綬章を受章。

## 受賞
- 2014年 - 旭日中綬章

## 親族
- 息子：比留間 利蔵（ひるま としぞう）

1962年（昭和37年）4月生まれ。東京都府中市出身。府中市議会議員。明星中学校・高等学校卒業。明星大学人文学部社会科学科卒業。